# Saint-Didier-sur-Doulon
Die französische Gemeinde Saint-Didier-sur-Doulon mit 196 Einwohnern (Stand: 1. Januar 2022) liegt im Département Haute-Loire in der Region Auvergne-Rhône-Alpes. Die Gemeinde gehört zum Arrondissement Brioude und zum Kanton Pays de Lafayette.

## Geographie
Saint-Didier-sur-Doulon liegt etwa 39 Kilometer nordwestlich von Le Puy-en-Velay am Fluss Doulon.
Umgeben wird Saint-Didier-sur-Doulon von den Nachbargemeinden Champagnac-le-Vieux im Norden und Nordwesten, Laval-sur-Doulon im Norden, Cistrières im Nordosten, Berbezit im Osten und Südosten, Montclard im Süden und Südosten, Vals-le-Chastel und Frugières-le-Pin im Südwesten, Javaugues im Westen sowie Chaniat im Westen und Nordwesten.

## Bevölkerungsentwicklung
| Jahr                       | 1962 | 1968 | 1975 | 1982 | 1990 | 1999 | 2006 | 2017 |
| Einwohner                  | 501  | 405  | 339  | 319  | 274  | 222  | 228  | 195  |
| Quellen: Cassini und INSEE |      |      |      |      |      |      |      |      |

## Sehenswürdigkeiten
- Schloss Servières, ursprünglich Burg und Wehrhaus aus dem 13. Jahrhundert, seit 1994 Monument historique